# Приреченка
Приреченка (каз. Приречен) — село в Денисовском районе Костанайской области Казахстана. Административный центр Приреченского сельского округа. Находится примерно в 38 км к северо-западу от районного центра, села Денисовка. Код КАТО — 394059100.

## Население
В 1999 году население села составляло 824 человека (397 мужчин и 427 женщин). По данным переписи 2009 года, в селе проживал 761 человек (366 мужчин и 395 женщин).